# 细叶鹅观草
细叶鹅观草（学名：Roegneria japonensis var. hackeliana）为禾本科鹅观草属下的一个变种。

## 扩展阅读
- 維基物種上的相關：细叶鹅观草